# 馬德睿

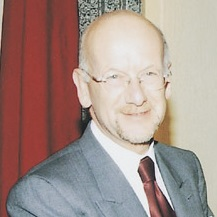
馬德睿

馬德睿，CVO（英語：、1946年—），英國外交官，歷任英國在台辦事處前身機構「英國貿易文化辦事處」處長、英國駐韓大使館副館長兼經濟商務參贊等職:p326。